# Iulus cantoni
Iulus cantoni är en mångfotingart som beskrevs av Henri W. Brölemann. Iulus cantoni ingår i släktet Iulus och familjen kejsardubbelfotingar. Inga underarter finns listade i Catalogue of Life.